# Schloss Breill

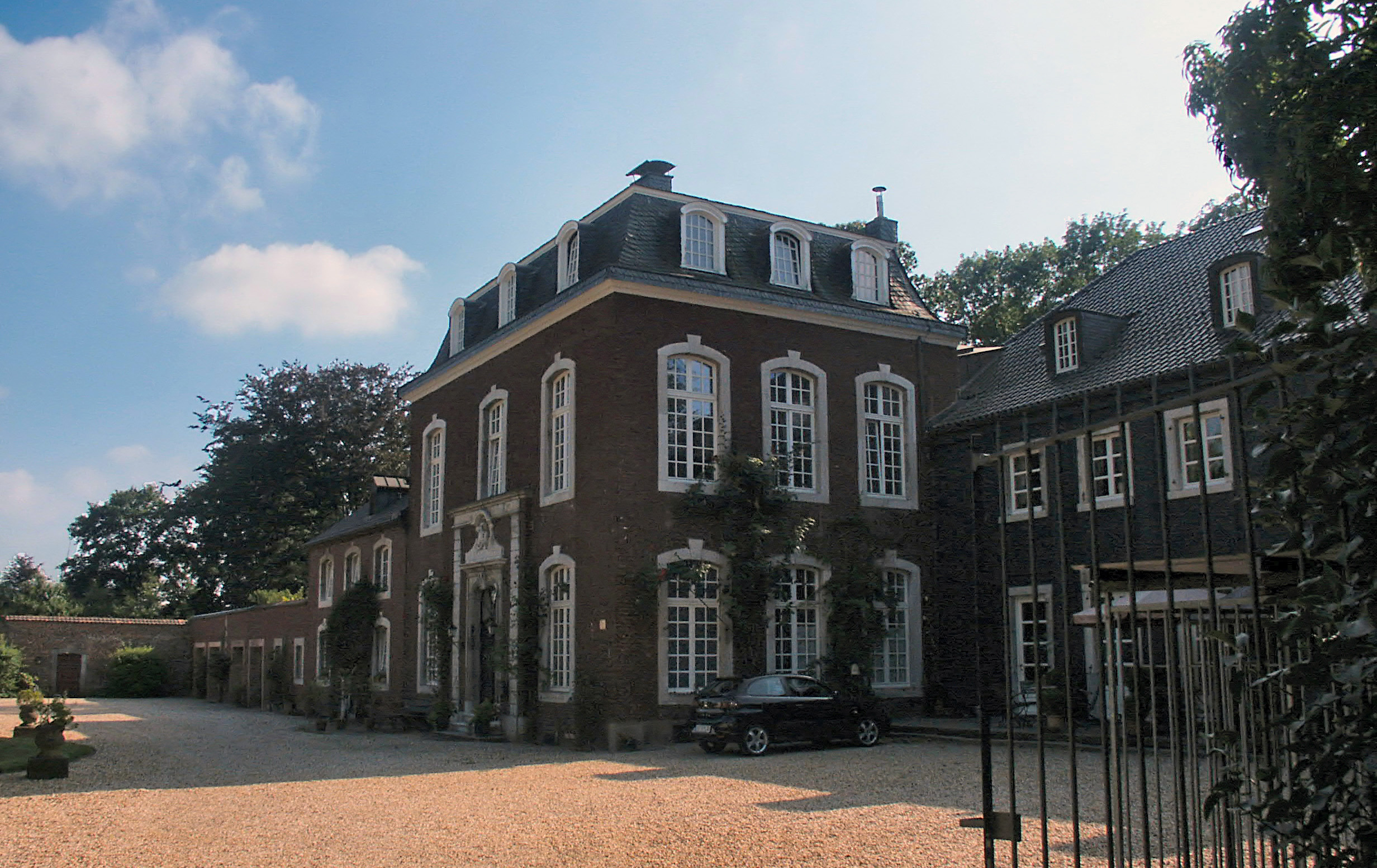
Schloss Breill

Das Schloss Breill, auch Gut Breill genannt, liegt südlich der Bundesstraße 221 in der Feldgemarkung zwischen den nordrhein-westfälischen Städten Geilenkirchen und Übach-Palenberg auf dem Gebiet des Geilenkirchener Stadtteils Hünshoven. Die Schlossanlage ging aus einer mittelalterlichen Motte hervor, die im 15./16. Jahrhundert durch ein Herrenhaus ersetzt wurde. Dieses wurde vom 17. bis 19. Jahrhundert erweitert und verändert, ehe es im Zweiten Weltkrieg vollständig zerstört wurde. In der Nachkriegszeit zum Teil wieder aufgebaut, steht die Anlage seit dem 10. Januar 1983 als Baudenkmal unter Denkmalschutz. Sie ist nicht zu besichtigen.

## Geschichte
Breill wurde 1118 erstmals erwähnt, aber erst 1287 erscheint mit Johann von Breill (auch Breiloo, Breiloe und Breloe geschrieben) ein Geschlecht, das sich nach diesem Ort benennt. Im 12. Jahrhundert bestand die Anlage aus einer von Motte als Kernburg einer vermutlich zweiteiligen Anlage, die spätesten Anfang des 12. Jahrhunderts errichtet worden war. im 14./15. Jahrhundert war Breill ein Heinsberger Lehen, später stand es unter Lehnsherrschaft der Geilenkirchener Mannkammer. Im 15. Jahrhundert gelangte der Besitz an die Familie von Mo(e)lenbach, genannt von Breyle. Bei einer Besitzteilung im Jahr 1508 kam das Anwesen an Gerhard von Breiloe, dessen Tochter Adelheid 1512 Reinhard von Goltstein heiratete und Breill nach Tod des Vaters 1517 an die Familie ihres Mannes brachte.

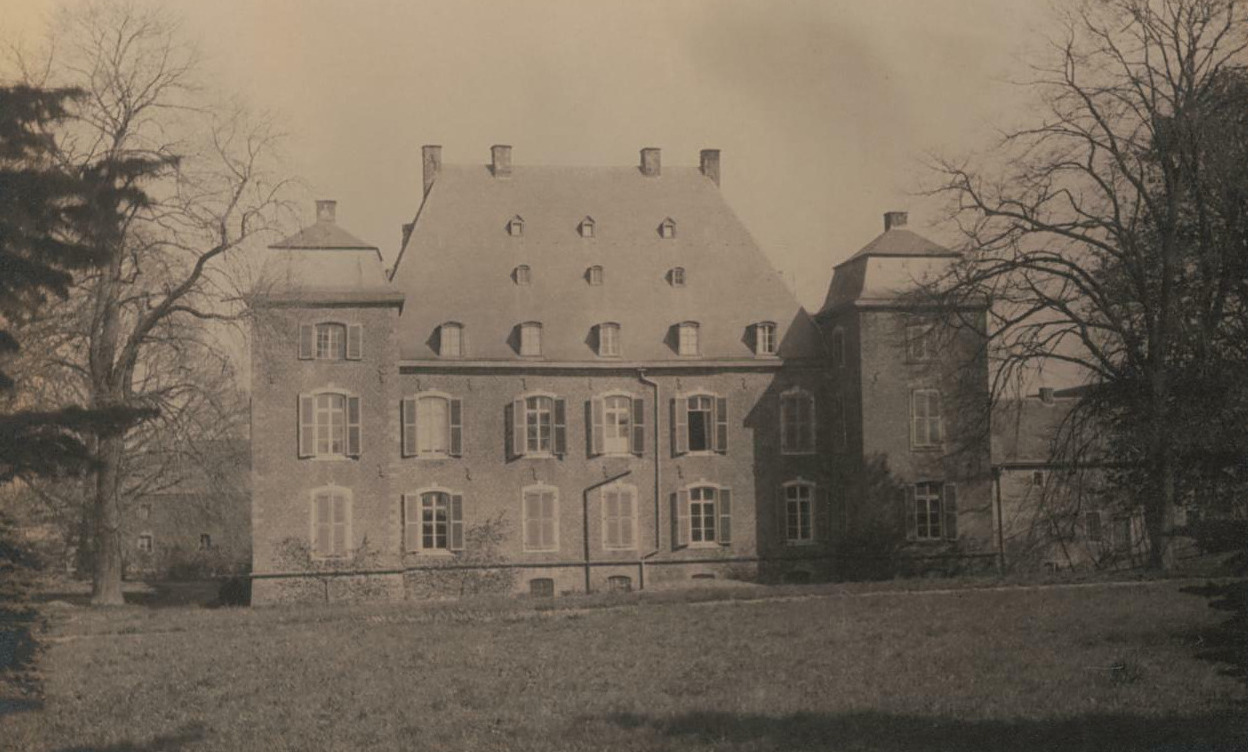
Herrenhaus des Schlosses um 1915

Diese wurde 1694 in den Grafenstand erhoben blieb bis in das 19. Jahrhundert Eigentümerin. Sie ließ die Anlage, deren Standort im 15./16. Jahrhundert 50 Meter nach Südwesten verlegt worden war, durch Zubauten, Erweiterungen und Umbauten beständig ändern und vergrößern. So erfolgte zum Beispiel 1728 der Neubau eines großen Wirtschaftshofs im Osten des bisherigen Schlosses, und um 1754 ließ der kurfürstliche Statthalter Johann Ludwig Franz von Goltstein-Breill das Herrenhaus nach Entwürfen des Aachener Baumeisters Johann Joseph Couven umgestalten. Dabei verschwand der bis dahin vorhandene doppelte Wassergraben, und es entstand eine großzügige Parkanlage.
Mit Graf Arthur von Goltstein-Breill starb die Eigentümerfamilie 1882 im Mannesstamm aus, und Schloss Breill gelangte per Erbgang an Arthurs Enkel, den Freiherrn Amadeus von Failly-Goltstein. Während des Zweiten Weltkriegs wurde das Herrenhaus des Schlosses 1944/1945 vollständig zerstört. Das letzte Mitglied der Familie Failly-Goltstein adoptierte nach 1945 Stephanie Freiin von und zu Eltz-Rübenach, die Paulus Lothar Hubertus Graf von und zu Hoensbroech heiratete. Die Schlossherren ließen nur den Südflügel des Schlosses 1950/1951 wiederaufbauen. Heutiger Eigentümer des Schlosses ist Michael Caspar Graf von und zu Hoensbroech, der im Jahr 2000 einen Neubau auf den noch erhaltenen Fundamenten des einstigen Herrenhauses errichten ließ.

## Beschreibung

### Bis zum Zweiten Weltkrieg

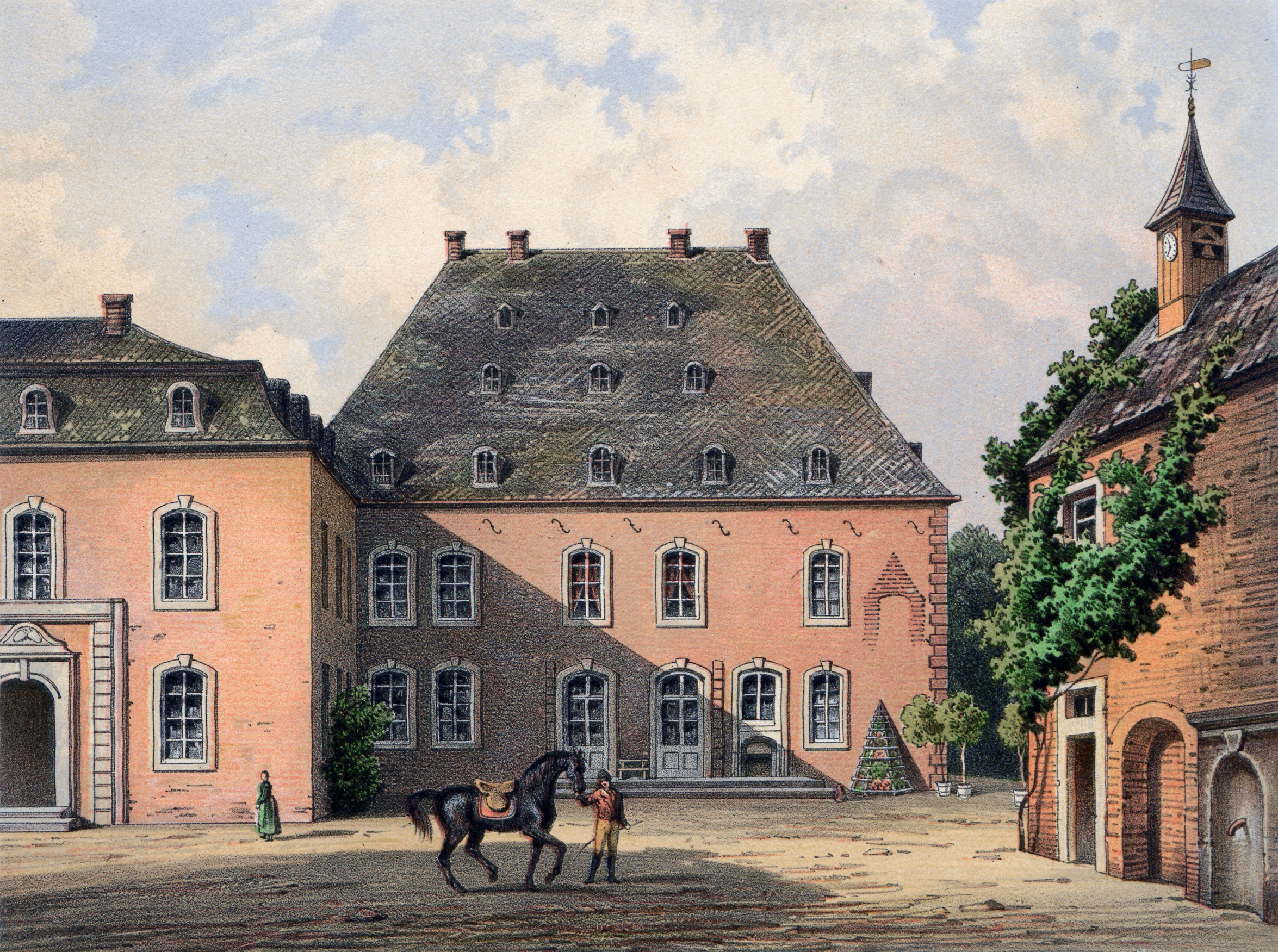
Schloss Breill, Lithografie um 1873/74

Kern der Schlossanlage war ein Herrenhaus aus dem 16. und 17. Jahrhundert. Der Ziegelbau trug ein Walmdach mit zwei Reihen Dachgauben und besaß an seinen westlichen Ecken quadratische Türme mit hellen Eckquaderungen, die seit dem 18. Jahrhundert mit Mansarddächer ausgestattet waren. Seine zwei Geschosse erhoben sich auf einem hohen Souterrain. Das Gebäude stand an der Westseite eines Schlosshofs, der an den übrigen Seiten von Wirtschafts- und weiteren Wohngebäuden umgeben war. Zur Hofseite zeigte das Herrenhaus sechs Achsen und zwei Rundbogentüren, die zu einem Vestibül aus der Zeit um 1850. Die übrigen Räume des Erdgeschosses und das Treppenhaus mit der zweiläufigen Treppe hatten ihr klassizistisches Aussehen schon um 1800 erhalten. In der Küche gab es einen eisernen Herdbalken mit dem Wappen der Familie Goltstein und der Jahreszahl 1751. Im Südwest-Turm stand ein Kamin im Stil der Spätrenaissance mit der Jahreszahl 1610. Seine Wangen hatten die Form von Hermen.
Zu den weiteren Bauten rund um den Schlosshof zählten schlichte Stall- und Scheunengebäude und ein zweigeschossiger Backsteingebäude mit Klötzchenfries, das noch aus dem 16. Jahrhundert stammte. Ebenso gehörte an der Nordost-Ecke des Hofs ein quadratischer Eckturm mit drei Geschossen und niedrigem Walmdach dazu. Von ihm ist nur noch eine Ruine vorhanden. An ihn schloss sich in westlicher Richtung früher ein Torbau mit Satteldach an.
Westlich und südwestlich des Herrenhauses lag im 19. Jahrhundert ein kleiner Landschaftsgarten mit Spazierwegen und einem Gartenhäuschen, das etwa 1800 errichtet worden war. Es besaß eine von dorischen Säulen getragene Vorhalle.

### Heutiger Zustand

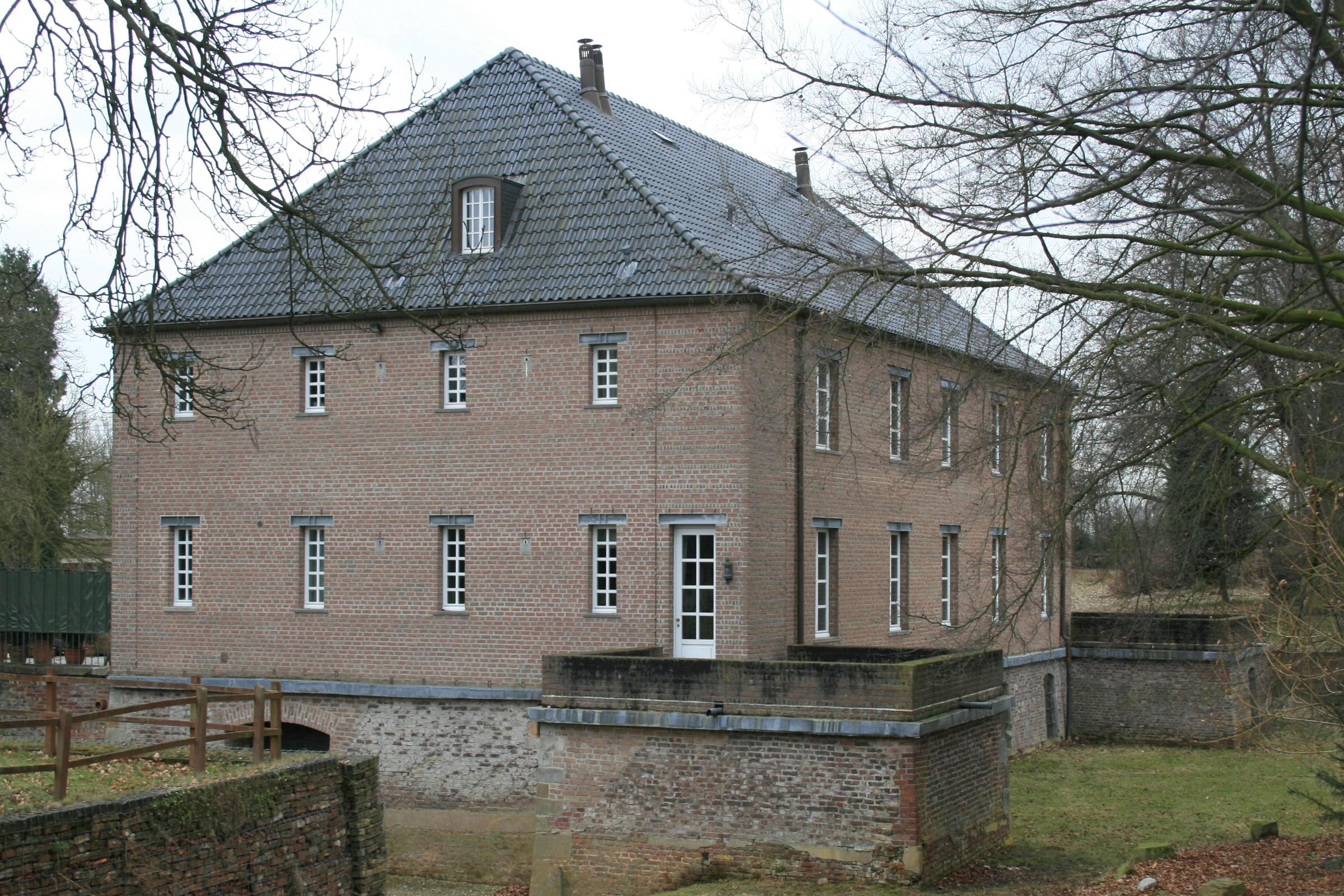
Neubau auf den Fundamenten des zerstörten Herrenhauses

Schloss Breill ist heute eine zweiteilige Anlage, bestehend aus einem Schlosshof mit teilweise wiederaufgebautem Herrenhaus und einem nordöstlich davon liegenden Wirtschaftshof. Die Hauptbausubstanz stammt aus dem 16. bis 18. Jahrhundert, die zum Teil im 19. Jahrhundert verändert wurde. Die ehemaligen Wassergräben sind nicht mehr vorhanden. Der Zugang zur Anlage erfolgt von Westen über die rund 350 Meter lange Breiller Allee, die an einem Torhaus aus Backstein endet.
Das Herrenhaus und ein im Süden angrenzender Bau wurden im Zweiten Weltkrieg völlig zerstört. Nach Kriegsende erfolgte nur der Wiederaufbau des Südflügels. Dieser ist ein rechteckiger Bau im Stil des Spätbarocks mit 3 × 3 Achsen und schiefergedecktem Mansarddach. Seine Werksteinteile aus Blaustein bilden einen Kontrast zum roten Anstrich des übrigen Mauerwerks. Der Bau entstand entweder um die Mitte des 18. Jahrhunderts nach Entwürfen von Johann Joseph Couven oder erst um 1850 unter Verwendung von älteren Bauteilen aus dem Herrenhaus. So stammt die Türeinfassung aus Blaustein aus der Zeit des Rokokos und wurde von damaligen Haupthaus in diesen Flügels transferiert. Über dem Eingang zeigt sie das Allianzwappen der Familien von Goltstein und von Quadt sowie die Jahreszahl 1754. Am Ort des einstigen Herrenhauses steht auf dessen erhaltenen Fundamenten mit Kellergewölben heute ein Neubau aus dem Jahr 2000. Er ist in seiner schlichten Gestaltung an das Aussehen des zerstörten Vorgängerbaus angelehnt.
Von den übrigen Gebäuden des früheren Schlosshofs ist heute kaum mehr etwas erhalten. Lediglich eine Remise aus der ersten Hälfte des 18. Jahrhunderts steht noch. Der schlichte Ziegelbau besitzt korbbogige Tore und ist von einem pfannengedeckten Satteldach abgeschlossen.

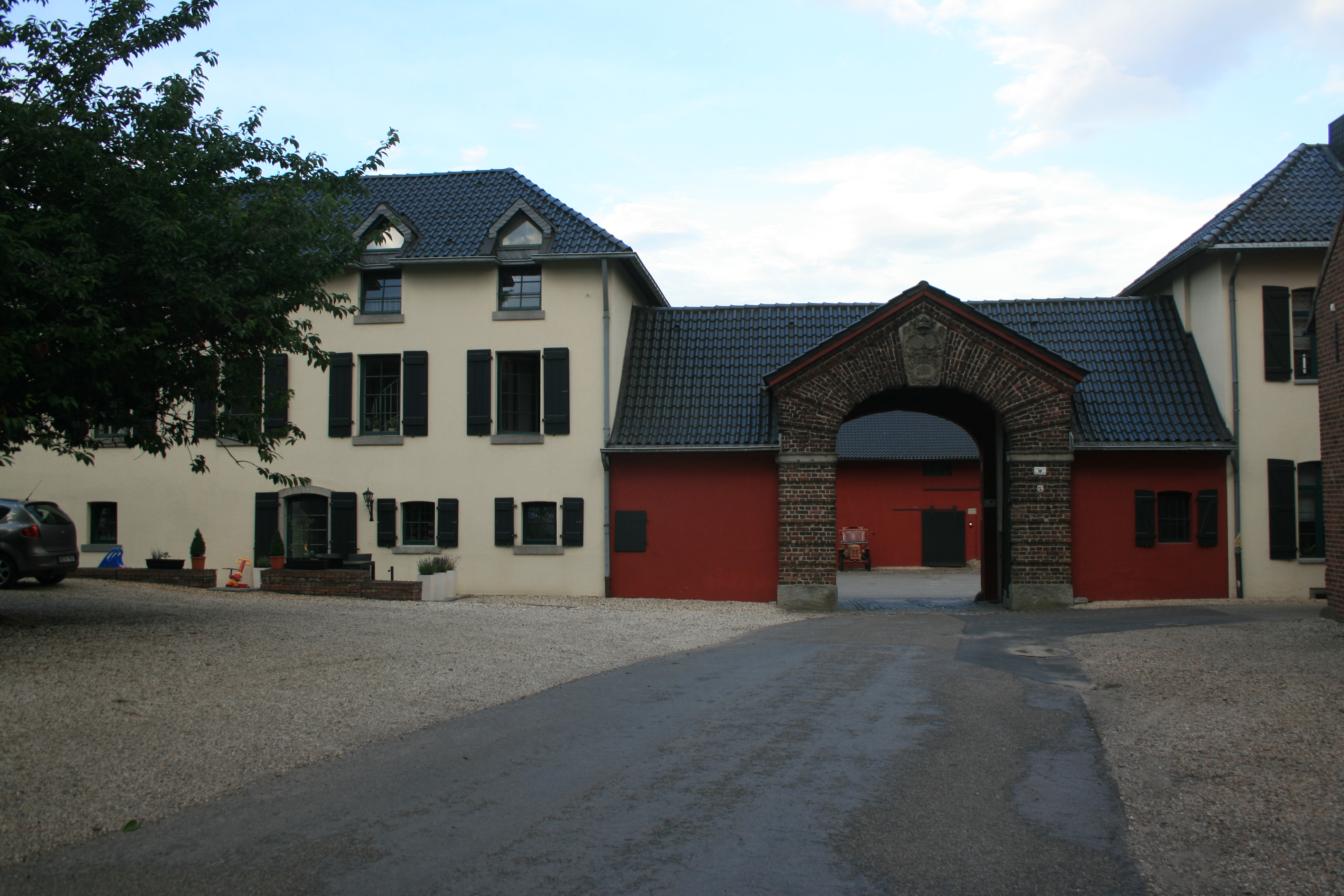
Westseite des Wirtschaftshofs

Der vierflügelige, geschlossene Wirtschaftshof des Schlosses stammt ausweislich einer Jahreszahl am Torbau an der Westseite aus dem Jahr 1728. rustizierten Tor besitzt im korbbogigen Torbogen einen Schlussstein, der das Doppelwappen Goltstein/Schaesberg und das Baujahr zeigt. Darüber findet sich ein flacher Dreiecksgiebel. Die übrigen Wirtschaftsgebäude sind schlichte Flügel aus Backstein, die anscheinend im 19. Jahrhundert verändert und 1979 hell geschlämmt wurden.
Im Norden der Schlossgebäude liegt ein formaler Garten, der von einer Mauer umschlossen ist. Er stammt wohl aus der gleichen Zeit wie der Wirtschaftshof. An seiner Nordost-Ecke steht ein zweigeschossiger Turm mit Zeltdach aus dem 18. Jahrhundert. Sein Obergeschoss diente früher als Gartenhäuschen. Nordöstlich des Wirtschaftshofs liegt ein etwa 80 × 50 Meter messender Weiher. Auf der in seiner Mitte liegenden Insel stand im 12. Jahrhundert die Vorgängeranlage des heutigen Schlosses. Sie ist nahezu quadratisch und misst 20 × 20 Meter. Auf einem darauf befindlichen, rund 12 × 12 Meter großen Plateau, in dessen Erdbereich noch 0,8 Meter dicke Mauerreste zu finden sind. Auf der sogenannten Tranchotkarte aus dem ersten Viertel des 19. Jahrhunderts sind die Mauern der alten Burg noch sichtbar und von einem Wassergraben umgeben.